# Yūdai Tanaka (Fußballspieler, 1995)
Yūdai Tanaka (japanisch 田中 雄大 Tanaka Yūdai; * 17. November 1995 in Natori) ist ein japanischer Fußballspieler.

## Karriere
Tanaka erlernte das Fußballspielen in der Schulmannschaft der Aomori Yamada High School und der Universitätsmannschaft der Toin University of Yokohama. Seinen ersten Vertrag unterschrieb er 2018 bei SC Sagamihara. Der Verein spielte in der dritthöchsten Liga des Landes, der J3 League. Für den Verein absolvierte er 52 Ligaspiele. 2020 wechselte er zum Ligakonkurrenten Blaublitz Akita. Mit Blaublitz feierte er 2020 die Meisterschaft der dritten Liga und den Aufstieg in die zweite Liga. Für Blaublitz stand er 103-mal in der Liga zwischen den Pfosten. Im Januar 2023 unterschrieb er einen Vertrag beim Erstligisten Sanfrecce Hiroshima. Am Ende der Saison 2024 wurde er mit Sanfrecce Hiroshima Vizemeister der Liga.

## Erfolge
Blaublitz Akita
- Japanischer Drittligameister: 2020  ▲

Sanfrecce Hiroshima
- Japanischer Vizemeister: 2024